# وادي عينينة 2 (شليم وجزر الحلانيات)
وادي عينينة 2 منطقة سكنية تقع في ولاية شليم وجزر الحلانيات، التابعة لمحافظة ظفار في سلطنة عمان. يقدر عدد سكانها بـ 3 نسمة حسب إحصاء عام 2010 التابع للمركز الوطني للإحصاء والمعلومات الحكومي. رمز المنطقة هو 20920590.

## الوصلات الخارجية
- المركز الوطني للإحصاء والمعلومات، سلطنة عمان